# Hylesia subaurea
Hylesia subaurea är en fjärilsart som beskrevs av William Schaus 1900. Hylesia subaurea ingår i släktet Hylesia och familjen påfågelsspinnare. Inga underarter finns listade i Catalogue of Life.